# Waskowo
Waskowo (bułg. Васково) – wieś znajdująca się w południowej Bułgarii.